# Афрелия
Афрелия (Afrelia; VI век) — святая принцесса Валлийская. День памяти неизвестен.
Святая Афрелия, принцесса из Поуиса, была дочерью Вортимера, сына Вортигерна и Севиры (Severa verch Macsen), дочери римского императора Максима. Она была женой святого Умбрафеля, племянника святого Самсона Дольского. Когда Самсон убедил своих родителей уйти в монастырь Умбрафель и его жена Афрелия решили поступить также.
Афрелия была матерью святых Маглория Дольского (Maglor ap Umbraphel, 485—575) и Хенога, а также ещё одного ребёнка, имя которого нынче неизвестно. Считается, что она основала монастырь.